# Liste des monuments historiques du Calvados (P-Z)
Cette liste regroupe une partie des monuments historiques du Calvados.
- Haut – A
- B
- C
- D
- E
- F
- G
- H
- I
- J
- K
- L
- M
- N
- O
- P
- Q
- R
- S
- T
- U
- V
- W
- X
- Y
- Z

## Liste
Pour des raisons de taille, la liste est découpée en trois. Cette partie regroupe les communes débutant de P à Z. Pour les autres, voir A-F et G-O.
| Monument                                                                  | Commune                                                | Adresse                                                          | Coordonnées                                                      | Notice                                                           | Protection                                                       | Date                                                             | Illustration                                                              |
| ------------------------------------------------------------------------- | ------------------------------------------------------ | ---------------------------------------------------------------- | ---------------------------------------------------------------- | ---------------------------------------------------------------- | ---------------------------------------------------------------- | ---------------------------------------------------------------- | ------------------------------------------------------------------------- |
| Église Saint-Ouen                                                         | Périers-sur-le-Dan                                     |                                                                  | 49° 15′ 17″ nord, 0° 19′ 48″ ouest                               | « PA00111596 »                                                   | Classé                                                           | 1914                                                             | Église Saint-Ouen                                                         |
| Église Saint-Vigor de Perrières                                           | Perrières                                              |                                                                  | 48° 57′ 35″ nord, 0° 08′ 01″ ouest                               | « PA00111597 »                                                   | Inscrit                                                          | 1928                                                             | Église Saint-Vigor de Perrières                                           |
| Grange aux dîmes                                                          | Perrières                                              |                                                                  | 48° 57′ 37″ nord, 0° 07′ 59″ ouest                               | « PA00111598 »                                                   | Classé                                                           | 1947                                                             | Grange aux dîmes                                                          |
| Église Saint-Denis                                                        | Pierrefitte-en-Auge                                    |                                                                  | 49° 15′ 31″ nord, 0° 12′ 06″ est                                 | « PA00111599 »                                                   | Classé                                                           | 1930                                                             | Église Saint-Denis                                                        |
| Château du Pin                                                            | Le Pin                                                 | Château du Pin                                                   | 49° 13′ 14″ nord, 0° 19′ 42″ est                                 | « PA00111600 »                                                   | Inscrit                                                          | 1965 1996                                                        | Image manquante Téléverser                                                |
| Commanderie templière de Baugy                                            | Planquery                                              |                                                                  | 49° 10′ 42″ nord, 0° 49′ 16″ ouest                               | « PA00135500 »                                                   | Inscrit                                                          | 1995                                                             | Image manquante Téléverser                                                |
| Prieuré du Plessis-Grimoult                                               | Le Plessis-Grimoult                                    | L'Abbaye                                                         | 48° 57′ 38″ nord, 0° 37′ 17″ ouest                               | « PA00111601 »                                                   | Inscrit Classé                                                   | 1928 1996                                                        | Prieuré du Plessis-Grimoult                                               |
| Église Saint-Samson                                                       | Plumetot                                               |                                                                  | 49° 16′ 47″ nord, 0° 21′ 24″ ouest                               | « PA00111602 »                                                   | Inscrit                                                          | 1927                                                             | Église Saint-Samson                                                       |
| Château Ganne                                                             | La Pommeraye                                           | Saint-Clair                                                      | 48° 54′ 07″ nord, 0° 24′ 41″ ouest                               | « PA14000019 »                                                   | Inscrit                                                          | 2000                                                             | Château Ganne                                                             |
| Château de Pontécoulant                                                   | Pontécoulant                                           |                                                                  | 48° 53′ 47″ nord, 0° 35′ 23″ ouest                               | « PA00111618 »                                                   | Inscrit                                                          | 1927                                                             | Château de Pontécoulant                                                   |
|                                                                           | Pont-l'Évêque                                          | Voir Liste des monuments historiques de Pont-l'Évêque (Calvados) | Voir Liste des monuments historiques de Pont-l'Évêque (Calvados) | Voir Liste des monuments historiques de Pont-l'Évêque (Calvados) | Voir Liste des monuments historiques de Pont-l'Évêque (Calvados) | Voir Liste des monuments historiques de Pont-l'Évêque (Calvados) | Voir Liste des monuments historiques de Pont-l'Évêque (Calvados)          |
| Château de Villiers-sur-Port                                              | Port-en-Bessin-Huppain                                 | Huppain                                                          | 49° 20′ 18″ nord, 0° 47′ 09″ ouest                               | « PA00111619 »                                                   | Inscrit                                                          | 1927                                                             | Château de Villiers-sur-Port                                              |
| Église Saint-Nicolas                                                      | Port-en-Bessin-Huppain                                 | Huppain                                                          | 49° 20′ 14″ nord, 0° 47′ 05″ ouest                               | « PA00111621 »                                                   | Classé                                                           | 1922                                                             | Église Saint-Nicolas                                                      |
| Église Saint-Pierre                                                       | Port-en-Bessin-Huppain                                 | Huppain                                                          | 49° 20′ 30″ nord, 0° 46′ 20″ ouest                               | « PA00111620 »                                                   | Classé                                                           | 1913                                                             | Église Saint-Pierre                                                       |
| Tour Vauban                                                               | Port-en-Bessin-Huppain                                 | Port-en-Bessin                                                   | 49° 20′ 57″ nord, 0° 45′ 15″ ouest                               | « PA00111622 »                                                   | Classé                                                           | 1948                                                             | Tour Vauban                                                               |
| Église Notre-Dame-du-Rosaire                                              | Potigny                                                |                                                                  | 48° 58′ 05″ nord, 0° 14′ 21″ ouest                               | « PA00111623 »                                                   | Classé                                                           | 1930                                                             | Église Notre-Dame-du-Rosaire                                              |
| Église Saint-Sever                                                        | Préaux-Bocage                                          |                                                                  | 49° 03′ 15″ nord, 0° 30′ 10″ ouest                               | « PA00111625 »                                                   | Inscrit                                                          | 1932                                                             | Église Saint-Sever                                                        |
| Château de Préaux-Saint-Sébastien                                         | Préaux-Saint-Sébastien                                 |                                                                  | 48° 59′ 12″ nord, 0° 18′ 18″ est                                 | « PA00111626 »                                                   | Inscrit                                                          | 1927                                                             | Château de Préaux-Saint-Sébastien                                         |
| Église Saint-Sébastien                                                    | Préaux-Saint-Sébastien                                 |                                                                  | 48° 59′ 11″ nord, 0° 18′ 26″ est                                 | « PA00111627 »                                                   | Inscrit                                                          | 1927 (annulé) 2012                                               | Église Saint-Sébastien                                                    |
| Manoir de Querville                                                       | Prêtreville                                            |                                                                  | 49° 04′ 36″ nord, 0° 16′ 18″ est                                 | « PA00111628 »                                                   | Inscrit                                                          | 1933                                                             | Manoir de Querville                                                       |
| Église Saint-Pierre                                                       | Putot-en-Auge                                          |                                                                  | 49° 13′ 00″ nord, 0° 04′ 08″ ouest                               | « PA00111629 »                                                   | Classé                                                           | 1921                                                             | Église Saint-Pierre                                                       |
| Manoir de Putot-en-Auge                                                   | Putot-en-Auge                                          | L'Église                                                         | 49° 13′ 02″ nord, 0° 04′ 06″ ouest                               | « PA00111630 »                                                   | Inscrit                                                          | 1989                                                             | Manoir de Putot-en-Auge                                                   |
| Croix du cimetière                                                        | Putot-en-Bessin                                        |                                                                  | 49° 12′ 40″ nord, 0° 32′ 21″ ouest                               | « PA00111631 »                                                   | Inscrit                                                          | 1932                                                             | Croix du cimetière                                                        |
| Église Notre-Dame-de-la-Nativité                                          | Putot-en-Bessin                                        |                                                                  | 49° 12′ 40″ nord, 0° 32′ 21″ ouest                               | « PA00111632 »                                                   | Inscrit                                                          | 1927                                                             | Église Notre-Dame-de-la-Nativité                                          |
| Église Notre-Dame                                                         | Ranchy                                                 |                                                                  | 49° 15′ 12″ nord, 0° 45′ 24″ ouest                               | « PA00111633 »                                                   | Inscrit                                                          | 1926                                                             | Église Notre-Dame                                                         |
| Église Saint-Étienne de Reux                                              | Reux                                                   | 1423, route de l'Eglise                                          | 49° 16′ 28″ nord, 0° 09′ 07″ est                                 |                                                                  | Inscrit                                                          | 2015                                                             | Église Saint-Étienne de Reux                                              |
| Chapelle Sainte-Christine (Reviers)                                       | Reviers                                                |                                                                  | à géolocaliser                                                   | « PA00111634 »                                                   | Inscrit                                                          | 1927                                                             | Chapelle Sainte-Christine (Reviers)                                       |
| Pierre debout                                                             | Reviers                                                | Les Champs pluvieux                                              | 49° 18′ 06″ nord, 0° 27′ 19″ ouest                               | « PA00111635 »                                                   | Classé                                                           | 1934                                                             | Pierre debout                                                             |
| Église Saint-Ouen                                                         | Rocques                                                |                                                                  | 49° 10′ 16″ nord, 0° 14′ 37″ est                                 | « PA00111636 »                                                   | Classé                                                           | 1946                                                             | Église Saint-Ouen                                                         |
| Château de La Roque-Baignard                                              | La Roque-Baignard                                      |                                                                  | 49° 10′ 20″ nord, 0° 05′ 24″ est                                 | « PA00111637 »                                                   | Inscrit                                                          | 1944                                                             | Image manquante Téléverser                                                |
| Église Saint-Martin                                                       | Rosel                                                  |                                                                  | 49° 13′ 38″ nord, 0° 27′ 34″ ouest                               | « PA00111638 »                                                   | Classé                                                           | 1910                                                             | Église Saint-Martin                                                       |
| Manoir de Gruchy                                                          | Rosel                                                  | détruit en 1944                                                  | 49° 12′ 58″ nord, 0° 26′ 14″ ouest                               | « PA00111639 »                                                   | Inscrit                                                          | 1927                                                             | Manoir de Gruchy                                                          |
| Chapelle Notre-Dame                                                       | Rots                                                   |                                                                  | 49° 12′ 55″ nord, 0° 28′ 25″ ouest                               | « PA00111640 »                                                   | Inscrit                                                          | 1932                                                             | Chapelle Notre-Dame                                                       |
| Église Saint-Ouen                                                         | Rots                                                   |                                                                  | 49° 12′ 43″ nord, 0° 28′ 27″ ouest                               | « PA00111641 »                                                   | Classé                                                           | 1909                                                             | Église Saint-Ouen                                                         |
| Manoir Saint-Ouen                                                         | Rots                                                   |                                                                  | 49° 12′ 42″ nord, 0° 28′ 23″ ouest                               | « PA00111642 »                                                   | Inscrit                                                          | 1927                                                             | Manoir Saint-Ouen                                                         |
| Église de l'Assomption-de-Notre-Dame                                      | Rouvres                                                |                                                                  | 49° 00′ 20″ nord, 0° 10′ 24″ ouest                               | « PA00111643 »                                                   | Classé                                                           | 1879                                                             | Église de l'Assomption-de-Notre-Dame                                      |
| Logis de Rouvres                                                          | Rouvres                                                |                                                                  | 49° 00′ 04″ nord, 0° 11′ 07″ ouest                               | « PA00111644 »                                                   | Inscrit                                                          | 1933                                                             | Logis de Rouvres                                                          |
| Église Saint-Pierre                                                       | Rucqueville                                            |                                                                  | 49° 15′ 28″ nord, 0° 35′ 01″ ouest                               | « PA00111645 »                                                   | Classé                                                           | 1886                                                             | Église Saint-Pierre                                                       |
| Grenier à dîmes de Saint-Gilles-de-Livet                                  | Rumesnil                                               | Saint-Gilles-de-Livet                                            | 49° 10′ 48″ nord, 0° 01′ 20″ est                                 | « PA00111646 »                                                   | Inscrit                                                          | 1927                                                             | Grenier à dîmes de Saint-Gilles-de-Livet                                  |
| Manoir des Groisilliers                                                   | Rumesnil                                               |                                                                  | 49° 11′ 05″ nord, 0° 00′ 20″ est                                 | « PA14000042 »                                                   | Inscrit                                                          | 2004                                                             | Image manquante Téléverser                                                |
| Église Saint-Éloi                                                         | Russy                                                  |                                                                  | 49° 19′ 58″ nord, 0° 49′ 09″ ouest                               | « PA00111647 »                                                   | Inscrit                                                          | 1926                                                             | Église Saint-Éloi                                                         |
| Église Saint-Martin                                                       | Ryes                                                   |                                                                  | 49° 18′ 58″ nord, 0° 37′ 42″ ouest                               | « PA00111648 »                                                   | Classé                                                           | 1840                                                             | Église Saint-Martin                                                       |
| Manoir du Pavillon                                                        | Ryes                                                   |                                                                  | 49° 18′ 57″ nord, 0° 38′ 01″ ouest                               | « PA00111649 »                                                   | Inscrit                                                          | 1927                                                             | Manoir du Pavillon                                                        |
| Château de Cramesnil                                                      | Saint-Aignan-de-Cramesnil                              |                                                                  | 49° 04′ 58″ nord, 0° 17′ 04″ ouest                               | « PA00111650 »                                                   | Inscrit                                                          | 1932                                                             | Château de Cramesnil                                                      |
| Église Saint-Aignan                                                       | Saint-Aignan-de-Cramesnil                              |                                                                  | 49° 04′ 50″ nord, 0° 16′ 31″ ouest                               | « PA00111651 »                                                   | Inscrit                                                          | 1927                                                             | Église Saint-Aignan                                                       |
| Château de Saint-André-d'Hébertot                                         | Saint-André-d'Hébertot                                 |                                                                  | 49° 18′ 48″ nord, 0° 16′ 52″ est                                 | « PA00111652 »                                                   | Inscrit Classé                                                   | 1948 1961                                                        | Image manquante Téléverser                                                |
| Église Saint-André                                                        | Saint-André-d'Hébertot                                 |                                                                  | 49° 18′ 47″ nord, 0° 16′ 48″ est                                 | « PA00111653 »                                                   | Classé                                                           | 1910                                                             | Église Saint-André                                                        |
| Prieuré de Saint-André-d'Hébertot                                         | Saint-André-d'Hébertot                                 |                                                                  | 49° 18′ 47″ nord, 0° 16′ 46″ est                                 | « PA00111654 »                                                   | Inscrit                                                          | 1954                                                             | Image manquante Téléverser                                                |
| Abbaye Saint-Étienne de Fontenay                                          | Saint-André-sur-Orne                                   |                                                                  | 49° 06′ 56″ nord, 0° 23′ 12″ ouest                               | « PA00111655 »                                                   | Inscrit                                                          | 1945                                                             | Abbaye Saint-Étienne de Fontenay                                          |
| Chapelle Saint-Orthaire                                                   | Saint-André-sur-Orne                                   | Étavaux                                                          | 49° 08′ 07″ nord, 0° 23′ 58″ ouest                               | « PA00111657 »                                                   | Inscrit                                                          | 1927                                                             | Chapelle Saint-Orthaire                                                   |
| Église Saint-André                                                        | Saint-André-sur-Orne                                   |                                                                  | 49° 07′ 02″ nord, 0° 23′ 07″ ouest                               | « PA00111656 »                                                   | Inscrit                                                          | 1937                                                             | Église Saint-André                                                        |
| Prieuré de Saint-Arnoult                                                  | Saint-Arnoult                                          |                                                                  | 49° 20′ 14″ nord, 0° 05′ 18″ est                                 | « PA00111658 »                                                   | Classé                                                           | 1970                                                             | Image manquante Téléverser                                                |
| Motte féodale du château de Malmain                                       | Saint-Benoît-d'Hébertot                                | Les Murailles                                                    | 49° 19′ 18″ nord, 0° 15′ 27″ est                                 | « PA00111659 »                                                   | Classé                                                           | 1979                                                             | Image manquante Téléverser                                                |
| Église Saint-Charles                                                      | Saint-Charles-de-Percy                                 |                                                                  | 48° 55′ 29″ nord, 0° 47′ 19″ ouest                               | « PA00111660 »                                                   | Classé Inscrit                                                   | 1958 2006                                                        | Église Saint-Charles                                                      |
| Église Saint-Contest                                                      | Saint-Contest                                          |                                                                  | 49° 12′ 53″ nord, 0° 24′ 06″ ouest                               | « PA00111661 »                                                   | Classé                                                           | 1840                                                             | Église Saint-Contest                                                      |
| Théâtre amphithéâtre de Saint-Désir                                       | Saint-Désir                                            | Bois-des-Belles-Croix Les Belles-Croix                           | 49° 09′ 08″ nord, 0° 12′ 42″ est                                 | « PA00111665 »                                                   | Classé                                                           | 1984                                                             | Théâtre amphithéâtre de Saint-Désir                                       |
| Église Sainte-Croix                                                       | Sainte-Croix-Grand-Tonne                               |                                                                  | 49° 13′ 56″ nord, 0° 33′ 33″ ouest                               | « PA00111662 »                                                   | Inscrit                                                          | 1986                                                             | Église Sainte-Croix                                                       |
| Manoir de Sainte-Croix-Grand-Tonne                                        | Sainte-Croix-Grand-Tonne                               | Rue du Château                                                   | 49° 14′ 08″ nord, 0° 33′ 00″ ouest                               | « PA00111663 »                                                   | Inscrit                                                          | 1969                                                             | Image manquante Téléverser                                                |
| Église de l'Exaltation-de-la-Sainte-Croix                                 | Sainte-Croix-sur-Mer                                   |                                                                  | 49° 18′ 48″ nord, 0° 30′ 39″ ouest                               | « PA00111664 »                                                   | Inscrit                                                          | 1933                                                             | Église de l'Exaltation-de-la-Sainte-Croix                                 |
| Église Sainte-Honorine                                                    | Sainte-Honorine-des-Pertes                             |                                                                  | 49° 20′ 55″ nord, 0° 48′ 19″ ouest                               | « PA00111678 »                                                   | Inscrit                                                          | 1927                                                             | Église Sainte-Honorine                                                    |
| Manoir de la Rivière                                                      | Sainte-Marguerite-d'Elle                               |                                                                  | 49° 12′ 51″ nord, 0° 56′ 58″ ouest                               | « PA00111694 »                                                   | Classé                                                           | 1933                                                             | Manoir de la Rivière                                                      |
| Église Sainte-Marguerite                                                  | Sainte-Marguerite-des-Loges                            |                                                                  | 49° 01′ 08″ nord, 0° 12′ 17″ est                                 | « PA00111695 »                                                   | Inscrit                                                          | 1933                                                             | Église Sainte-Marguerite                                                  |
| Église Notre-Dame                                                         | Sainte-Marie-Laumont                                   |                                                                  | 48° 55′ 16″ nord, 0° 53′ 59″ ouest                               | « PA00111696 »                                                   | Inscrit                                                          | 1928                                                             | Église Notre-Dame                                                         |
| Croix de cimetière                                                        | Sainte-Marie-Outre-l'Eau                               |                                                                  | 48° 56′ 08″ nord, 1° 01′ 28″ ouest                               | « PA00111697 »                                                   | Inscrit                                                          | 1932                                                             | Croix de cimetière                                                        |
| Croix du Mesnil-Sauvage                                                   | Sainte-Marie-Outre-l'Eau                               |                                                                  | 48° 55′ 52″ nord, 1° 00′ 20″ ouest                               | « PA00111698 »                                                   | Inscrit                                                          | 1932                                                             | Croix du Mesnil-Sauvage                                                   |
| Château de Brécy                                                          | Saint-Gabriel-Brécy                                    |                                                                  | 49° 15′ 49″ nord, 0° 34′ 27″ ouest                               | « PA00111666 »                                                   | Classé                                                           | 1903 1914 1925                                                   | Château de Brécy                                                          |
| Château de Manneville                                                     | Saint-Gabriel-Brécy également sur Creully et Lantheuil |                                                                  | 49° 16′ 01″ nord, 0° 31′ 42″ ouest                               | « PA14000080 »                                                   | Classé                                                           | 2008                                                             | Château de Manneville                                                     |
| Église Notre-Dame ou Sainte-Anne                                          | Saint-Gabriel-Brécy                                    | Brécy                                                            | 49° 15′ 49″ nord, 0° 34′ 29″ ouest                               | « PA00111667 »                                                   | Classé                                                           | 1929                                                             | Église Notre-Dame ou Sainte-Anne                                          |
| Prieuré de Saint-Gabriel                                                  | Saint-Gabriel-Brécy                                    |                                                                  | 49° 16′ 42″ nord, 0° 33′ 59″ ouest                               | « PA00111668 »                                                   | Classé                                                           | 1840                                                             | Prieuré de Saint-Gabriel                                                  |
| Chalet Güttinger                                                          | Saint-Gatien-des-Bois                                  |                                                                  | 49° 23′ 24″ nord, 0° 09′ 42″ est                                 | « PA00111669 »                                                   | Inscrit                                                          | 1983                                                             | Image manquante Téléverser                                                |
| Ferme d'Herbigny                                                          | Saint-Gatien-des-Bois                                  |                                                                  | 49° 22′ 21″ nord, 0° 11′ 33″ est                                 | « PA00111670 »                                                   | Inscrit                                                          | 1933                                                             | Image manquante Téléverser                                                |
| Château de Saint-Germain-de-Livet                                         | Saint-Germain-de-Livet                                 | C.G.C. 268                                                       | 49° 05′ 21″ nord, 0° 12′ 53″ est                                 | « PA00111671 »                                                   | Classé Inscrit                                                   | 1924 1959 2007                                                   | Château de Saint-Germain-de-Livet                                         |
| Façade ouest de l'église Saint-Germain                                    | Saint-Germain-de-Livet                                 |                                                                  | 49° 05′ 23″ nord, 0° 12′ 58″ est                                 | « PA00111672 »                                                   | Inscrit                                                          | 1959                                                             | Façade ouest de l'église Saint-Germain                                    |
| Manoir des Champeaux                                                      | Saint-Germain-de-Montgommery                           | Les Champeaux                                                    | 48° 56′ 14″ nord, 0° 09′ 15″ est                                 | « PA00111673 »                                                   | Inscrit                                                          | 1933 1993                                                        | Image manquante Téléverser                                                |
| Manoir de la Plesse                                                       | Saint-Germain-de-Montgommery                           | La Plesse                                                        | 48° 56′ 53″ nord, 0° 09′ 30″ est                                 | « PA00125298 »                                                   | Inscrit                                                          | 1993                                                             | Image manquante Téléverser                                                |
| Dolmen de la Loge aux Sarrazins                                           | Saint-Germain-de-Tallevende-la-Lande-Vaumont           |                                                                  | 48° 47′ 28″ nord, 0° 52′ 27″ ouest                               | « PA00111674 »                                                   | Classé                                                           | 1934                                                             | Dolmen de la Loge aux Sarrazins                                           |
| Abbaye d'Ardenne                                                          | Saint-Germain-la-Blanche-Herbe                         |                                                                  | 49° 11′ 48″ nord, 0° 24′ 52″ ouest                               | « PA00111675 »                                                   | Classé                                                           | 1918 1947                                                        | Abbaye d'Ardenne                                                          |
| Église Saint-Germain                                                      | Saint-Germain-le-Vasson                                |                                                                  | 49° 00′ 00″ nord, 0° 18′ 13″ ouest                               | « PA00111676 »                                                   | Inscrit                                                          | 1928                                                             | Église Saint-Germain                                                      |
| Menhir de la Roche Piquée                                                 | Saint-Germain-le-Vasson                                | Le Feugray                                                       | 48° 59′ 48″ nord, 0° 19′ 14″ ouest                               | « PA00111677 »                                                   | Classé                                                           | 1951                                                             | Menhir de la Roche Piquée                                                 |
| Église Saint-Hymer                                                        | Saint-Hymer                                            |                                                                  | 49° 15′ 12″ nord, 0° 10′ 25″ est                                 | « PA00111679 »                                                   | Classé                                                           | 1913                                                             | Église Saint-Hymer                                                        |
| Manoir de l'Aumône                                                        | Saint-Hymer                                            |                                                                  | 49° 16′ 00″ nord, 0° 09′ 43″ est                                 | « PA00111680 »                                                   | Inscrit                                                          | 1975                                                             | Image manquante Téléverser                                                |
| Prieuré de Saint-Hymer                                                    | Saint-Hymer                                            | L'Église, C.G.C. 780                                             | 49° 15′ 12″ nord, 0° 10′ 24″ est                                 | « PA00111681 »                                                   | Inscrit                                                          | 1948 1997                                                        | Prieuré de Saint-Hymer                                                    |
| Colombier de l'ancien manoir Saint-Jean                                   | Saint-Jean-de-Livet                                    |                                                                  | 49° 05′ 17″ nord, 0° 13′ 42″ est                                 | « PA00111682 »                                                   | Inscrit                                                          | 1933                                                             | Image manquante Téléverser                                                |
| Église Saint-Jean                                                         | Saint-Jean-de-Livet                                    | R.D. 64                                                          | 49° 05′ 19″ nord, 0° 13′ 44″ est                                 | « PA00111683 »                                                   | Inscrit                                                          | 1968                                                             | Église Saint-Jean                                                         |
| Château de Mailloc                                                        | Saint-Julien-de-Mailloc                                |                                                                  | 49° 04′ 26″ nord, 0° 19′ 04″ est                                 | « PA00111684 »                                                   | Inscrit                                                          | 1933                                                             | Château de Mailloc                                                        |
| Église Saint-Julien                                                       | Saint-Julien-sur-Calonne                               |                                                                  | 49° 17′ 28″ nord, 0° 13′ 37″ est                                 | « PA00111685 »                                                   | Inscrit                                                          | 1933                                                             | Église Saint-Julien                                                       |
| Église Saint-Laurent                                                      | Saint-Laurent-de-Condel                                |                                                                  | 49° 02′ 37″ nord, 0° 24′ 47″ ouest                               | « PA00111686 »                                                   | Inscrit                                                          | 1927                                                             | Église Saint-Laurent                                                      |
| Manoir de Saint-Laurent-sur-Mer Porte du XVIe siècle                      | Saint-Laurent-sur-Mer                                  | Route de Port-en-Bessin                                          | 49° 21′ 32″ nord, 0° 52′ 45″ ouest                               | « PA00111687 »                                                   | Inscrit                                                          | 1927                                                             | Image manquante Téléverser                                                |
| Église Saint-Louet                                                        | Saint-Louet-sur-Seulles                                |                                                                  | 49° 05′ 49″ nord, 0° 40′ 01″ ouest                               | « PA00111688 »                                                   | Inscrit                                                          | 1927                                                             | Église Saint-Louet                                                        |
| Manoir de Saint-Loup-de-Fribois                                           | Saint-Loup-de-Fribois                                  | Le Lieu Livet                                                    | 49° 06′ 59″ nord, 0° 00′ 44″ est                                 | « PA00111689 »                                                   | Inscrit                                                          | 1926                                                             | Image manquante Téléverser                                                |
| Église Saint-Loup                                                         | Saint-Loup-Hors                                        |                                                                  | 49° 15′ 58″ nord, 0° 42′ 46″ ouest                               | « PA00111044 »                                                   | Classé                                                           | 1862                                                             | Église Saint-Loup                                                         |
| Église Saint-Pierre                                                       | Saint-Manvieu-Bocage                                   |                                                                  | 48° 49′ 34″ nord, 0° 58′ 39″ ouest                               | « PA00111690 »                                                   | Inscrit                                                          | 1928                                                             | Église Saint-Pierre                                                       |
| Église Notre-Dame-des-Labours                                             | Saint-Manvieu-Norrey                                   |                                                                  | 49° 11′ 50″ nord, 0° 30′ 49″ ouest                               | « PA00111691 »                                                   | Classé                                                           | 1840                                                             | Église Notre-Dame-des-Labours                                             |
| Église Saint-Manvieu                                                      | Saint-Manvieu-Norrey                                   |                                                                  | 49° 10′ 56″ nord, 0° 30′ 25″ ouest                               | « PA00111692 »                                                   | Classé Inscrit                                                   | 1918 1927                                                        | Église Saint-Manvieu                                                      |
| Manoir de la Mare                                                         | Saint-Manvieu-Norrey                                   | Ferme de la Mare                                                 | 49° 10′ 27″ nord, 0° 29′ 39″ ouest                               | « PA14000020 »                                                   | Inscrit                                                          | 2000                                                             | Manoir de la Mare                                                         |
| Église Saint-Marcouf                                                      | Saint-Marcouf                                          |                                                                  | 49° 15′ 05″ nord, 0° 59′ 26″ ouest                               | « PA00111693 »                                                   | Classé                                                           | 1961                                                             | Église Saint-Marcouf                                                      |
| Église Saint-Martin                                                       | Saint-Martin-de-Bienfaite-la-Cressonnière              |                                                                  | 49° 02′ 34″ nord, 0° 21′ 43″ est                                 | « PA00111699 »                                                   | Inscrit                                                          | 1926                                                             | Église Saint-Martin                                                       |
| Église Saint-Martin                                                       | Saint-Martin-de-la-Lieue                               |                                                                  | 49° 06′ 21″ nord, 0° 13′ 01″ est                                 | « PA00111700 »                                                   | Inscrit                                                          | 1946                                                             | Église Saint-Martin                                                       |
| Manoir Saint-Hippolyte                                                    | Saint-Martin-de-la-Lieue                               |                                                                  | 49° 07′ 17″ nord, 0° 13′ 02″ est                                 | « PA00111701 »                                                   | Inscrit                                                          | 1971                                                             | Manoir Saint-Hippolyte                                                    |
| Manoir de la Masselinée ou des Samsons                                    | Saint-Martin-de-Mailloc                                | Le Lieu Coquet                                                   | 49° 05′ 56″ nord, 0° 17′ 36″ est                                 | « PA00111702 »                                                   | Inscrit                                                          | 1928                                                             | Manoir de la Masselinée ou des Samsons                                    |
| Église Saint-Martin                                                       | Saint-Martin-du-Mesnil-Oury                            |                                                                  | 49° 02′ 06″ nord, 0° 08′ 07″ est                                 | « PA00111703 »                                                   | Inscrit                                                          | 1974                                                             | Église Saint-Martin                                                       |
| Église Saint-Michel                                                       | Saint-Michel-de-Livet                                  |                                                                  | 49° 01′ 06″ nord, 0° 08′ 03″ est                                 | « PA00111704 »                                                   | Classé                                                           | 1975                                                             | Église Saint-Michel                                                       |
| Manoir de Carel                                                           | Saint-Michel-de-Livet                                  | Le Manoir                                                        | 49° 00′ 43″ nord, 0° 08′ 48″ est                                 | « PA14000038 »                                                   | Inscrit                                                          | 2003                                                             | Image manquante Téléverser                                                |
| Mégalithe du Pré-du-Vivret                                                | Saint-Omer                                             | Le Pré-du-Vivret                                                 | 48° 55′ 42″ nord, 0° 25′ 59″ ouest                               | « PA00111705 »                                                   | Inscrit                                                          | 1954                                                             | Mégalithe du Pré-du-Vivret                                                |
| Abbaye du Val-Richer                                                      | Saint-Ouen-le-Pin                                      |                                                                  | 49° 09′ 39″ nord, 0° 05′ 48″ est                                 | « PA00111836 »                                                   | Inscrit                                                          | 1991 2008                                                        | Abbaye du Val-Richer                                                      |
| Église Saint-Paul                                                         | Saint-Paul-du-Vernay                                   |                                                                  | 49° 11′ 20″ nord, 0° 45′ 40″ ouest                               | « PA00111706 »                                                   | Inscrit                                                          | 1927                                                             | Église Saint-Paul                                                         |
| Église Saint-Pierre                                                       | Saint-Pierre-Azif                                      |                                                                  | 49° 17′ 47″ nord, 0° 02′ 49″ est                                 | « PA00111707 »                                                   | Inscrit                                                          | 1926                                                             | Église Saint-Pierre                                                       |
| Château de la Tour                                                        | Saint-Pierre-Canivet                                   |                                                                  | 48° 55′ 09″ nord, 0° 14′ 35″ ouest                               | « PA00111708 »                                                   | Inscrit                                                          | 1967                                                             | Château de la Tour                                                        |
| Croix de cimetière                                                        | Saint-Pierre-de-Mailloc                                |                                                                  | 49° 04′ 04″ nord, 0° 19′ 00″ est                                 | « PA00111709 »                                                   | Classé                                                           | 1975                                                             | Croix de cimetière                                                        |
| Manoir de la Motte                                                        | Saint-Pierre-des-Ifs                                   |                                                                  | 49° 07′ 33″ nord, 0° 09′ 15″ est                                 | « PA14000043 »                                                   | Inscrit                                                          | 2004                                                             | Image manquante Téléverser                                                |
| Château de Saint-Pierre-du-Jonquet                                        | Saint-Pierre-du-Jonquet                                | Le Château                                                       | 49° 10′ 07″ nord, 0° 07′ 38″ ouest                               | « PA00135501 »                                                   | Inscrit Classé                                                   | 1995 1996                                                        | Château de Saint-Pierre-du-Jonquet                                        |
| Église Saint-Pierre                                                       | Saint-Pierre-du-Jonquet                                |                                                                  | 49° 10′ 11″ nord, 0° 07′ 25″ ouest                               | « PA00111710 »                                                   | Inscrit                                                          | 1986                                                             | Église Saint-Pierre                                                       |
| Château de Saint-Pierre-du-Mont                                           | Saint-Pierre-du-Mont                                   |                                                                  | 49° 23′ 18″ nord, 0° 59′ 01″ ouest                               | « PA00111711 »                                                   | Inscrit                                                          | 1927                                                             | Château de Saint-Pierre-du-Mont                                           |
| Église Saint-Pierre                                                       | Saint-Pierre-du-Mont                                   |                                                                  | 49° 23′ 21″ nord, 0° 58′ 51″ ouest                               | « PA00111712 »                                                   | Inscrit                                                          | 1953                                                             | Église Saint-Pierre                                                       |
| Manoir de Boissey                                                         | Saint-Pierre-en-Auge (Boissey)                         | Route de Livarot                                                 | 49° 01′ 07″ nord, 0° 02′ 22″ est                                 | « PA14000113 »                                                   | Inscrit                                                          | 2021                                                             | Manoir de Boissey                                                         |
| Abbaye de Saint-Pierre-sur-Dives                                          | Saint-Pierre-en-Auge (Saint-Pierre-sur-Dives)          | Rue Saint-Benoît                                                 | 49° 01′ 12″ nord, 0° 01′ 58″ ouest                               | « PA00111713 »                                                   | Classé Inscrit                                                   | 1862 1904 1978 2006 2021                                         | Abbaye de Saint-Pierre-sur-Dives                                          |
| Château de Carel                                                          | Saint-Pierre-en-Auge (Saint-Pierre-sur-Dives)          | RD 511                                                           | 49° 00′ 36″ nord, 0° 02′ 44″ ouest                               | « PA00111714 »                                                   | Classé Inscrit                                                   | 1950 2000                                                        | Château de Carel                                                          |
| Cour l'Élu                                                                | Saint-Pierre-en-Auge (Saint-Pierre-sur-Dives)          |                                                                  | 49° 01′ 07″ nord, 0° 02′ 10″ ouest                               | « PA00111718 »                                                   | Inscrit                                                          | 1927                                                             | Cour l'Élu                                                                |
| Halles                                                                    | Saint-Pierre-en-Auge (Saint-Pierre-sur-Dives)          |                                                                  | 49° 01′ 06″ nord, 0° 01′ 56″ ouest                               | « PA00111715 »                                                   | Classé                                                           | 1889                                                             | Halles                                                                    |
| Maison du 39 rue de Falaise à Saint-Pierre-en-Auge                        | Saint-Pierre-en-Auge (Saint-Pierre-sur-Dives)          | 39 route de Falaise                                              | 49° 01′ 08″ nord, 0° 01′ 59″ ouest                               | « PA00111716 »                                                   | Inscrit                                                          | 1927                                                             | Maison du 39 rue de Falaise à Saint-Pierre-en-Auge                        |
| Cour l'Élu (annexe à pans de bois)                                        | Saint-Pierre-en-Auge (Saint-Pierre-sur-Dives)          |                                                                  | 49° 01′ 07″ nord, 0° 02′ 10″ ouest                               | « PA00111717 »                                                   | Inscrit                                                          | 1927                                                             | Cour l'Élu (annexe à pans de bois)                                        |
| Manoir de Thomas Dunot                                                    | Saint-Pierre-en-Auge (Saint-Pierre-sur-Dives)          |                                                                  | 49° 01′ 24″ nord, 0° 01′ 45″ ouest                               | « PA00111719 »                                                   | Inscrit                                                          | 1973                                                             | Manoir de Thomas Dunot                                                    |
| Manoir de Thiéville                                                       | Saint-Pierre-en-Auge (Thiéville)                       |                                                                  | 49° 02′ 14″ nord, 0° 01′ 34″ ouest                               | « PA00111744 »                                                   | Inscrit                                                          | 1927                                                             | Image manquante Téléverser                                                |
| Église Saint-Martin                                                       | Saint-Pierre-en-Auge (Thiéville)                       |                                                                  | 49° 02′ 11″ nord, 0° 01′ 35″ ouest                               | « PA00111743 »                                                   | Classé                                                           | 1913                                                             | Église Saint-Martin                                                       |
| Église Saint-Aubin                                                        | Saint-Pierre-en-Auge (Vieux-Pont-en-Auge)              |                                                                  | 49° 02′ 22″ nord, 0° 02′ 18″ est                                 | « PA00111804 »                                                   | Classé                                                           | 1862                                                             | Église Saint-Aubin                                                        |
| Manoir du Lieu-Rocher                                                     | Saint-Pierre-en-Auge (Vieux-Pont-en-Auge)              |                                                                  | 49° 02′ 28″ nord, 0° 02′ 11″ est                                 | « PA14000046 »                                                   | Inscrit                                                          | 2004                                                             | Manoir du Lieu-Rocher                                                     |
| Église Saint-Rémy                                                         | Saint-Rémy                                             |                                                                  | 48° 55′ 51″ nord, 0° 30′ 13″ ouest                               | « PA00111720 »                                                   | Inscrit                                                          | 1933                                                             | Église Saint-Rémy                                                         |
| Abbatiale Notre-Dame                                                      | Saint-Sever-Calvados                                   |                                                                  | 48° 50′ 26″ nord, 1° 02′ 50″ ouest                               | « PA00111721 »                                                   | Classé                                                           | 1881                                                             | Abbatiale Notre-Dame                                                      |
| Motte castrale                                                            | Saint-Sever-Calvados                                   | Le Clos-Saint-Sever                                              | 48° 49′ 46″ nord, 1° 02′ 12″ ouest                               | « PA00111722 »                                                   | Classé                                                           | 1983                                                             | Motte castrale                                                            |
| Église Saint-Sylvain                                                      | Saint-Sylvain                                          |                                                                  | 49° 03′ 23″ nord, 0° 13′ 06″ ouest                               | « PA00111723 »                                                   | Classé                                                           | 1914                                                             | Église Saint-Sylvain                                                      |
| Église Saint-Vigor                                                        | Saint-Vigor-des-Mézerets                               |                                                                  | 48° 54′ 30″ nord, 0° 38′ 29″ ouest                               | « PA00111724 »                                                   | Inscrit                                                          | 1928                                                             | Église Saint-Vigor                                                        |
| Église Saint-Sulpice                                                      | Saint-Vigor-le-Grand                                   | Rue de la Chapelle                                               | 49° 17′ 42″ nord, 0° 40′ 05″ ouest                               | « PA14000049 »                                                   | Inscrit                                                          | 2005                                                             | Église Saint-Sulpice                                                      |
| Prieuré de Saint-Vigor-le-Grand                                           | Saint-Vigor-le-Grand                                   |                                                                  | 49° 16′ 46″ nord, 0° 41′ 19″ ouest                               | « PA00111725 »                                                   | Classé                                                           | 1908                                                             | Prieuré de Saint-Vigor-le-Grand                                           |
| Église Saint-Aubin                                                        | Saon                                                   |                                                                  | 49° 16′ 14″ nord, 0° 51′ 28″ ouest                               | « PA00111833 »                                                   | Classé                                                           | 1994                                                             | Église Saint-Aubin                                                        |
| Château de Berné                                                          | Saonnet                                                |                                                                  | 49° 16′ 12″ nord, 0° 52′ 25″ ouest                               | « PA14000022 »                                                   | Classé                                                           | 2000                                                             | Image manquante Téléverser                                                |
| Église Saint-Gervais-et-Saint-Protais                                     | Sassy                                                  | C.G.C. 250                                                       | 48° 59′ 07″ nord, 0° 08′ 17″ ouest                               | « PA00111726 »                                                   | Inscrit                                                          | 1928                                                             | Église Saint-Gervais-et-Saint-Protais                                     |
| Manoir du Châtelet                                                        | Sassy                                                  |                                                                  | 48° 58′ 45″ nord, 0° 08′ 50″ ouest                               | « PA00111727 »                                                   | Classé Inscrit                                                   | 1932                                                             | Manoir du Châtelet                                                        |
| Église Saint-Sulpice                                                      | Secqueville-en-Bessin                                  |                                                                  | 49° 14′ 11″ nord, 0° 31′ 36″ ouest                               | « PA00111728 »                                                   | Classé                                                           | 1840                                                             | Église Saint-Sulpice                                                      |
| Église Saint-Denis                                                        | Soignolles                                             | C.G.C. 260                                                       | 49° 01′ 45″ nord, 0° 12′ 45″ ouest                               | « PA00111729 »                                                   | Inscrit                                                          | 1928                                                             | Église Saint-Denis                                                        |
| Église Saint-Vigor                                                        | Soliers                                                |                                                                  | 49° 08′ 08″ nord, 0° 17′ 44″ ouest                               | « PA00111730 »                                                   | Inscrit                                                          | 1927                                                             | Église Saint-Vigor                                                        |
| Ancien séminaire                                                          | Sommervieu                                             | 27, rue Saint-Pierre                                             | 49° 17′ 24″ nord, 0° 39′ 05″ ouest                               | « PA14000115 »                                                   | Inscrit                                                          | 2024                                                             | Ancien séminaire                                                          |
| Église de la Nativité-de-Notre-Dame                                       | Soulangy                                               |                                                                  | 48° 56′ 32″ nord, 0° 13′ 10″ ouest                               | « PA00111731 »                                                   | Classé                                                           | 1910                                                             | Église de la Nativité-de-Notre-Dame                                       |
| Manoir de Soulangy                                                        | Soulangy                                               |                                                                  | 48° 56′ 36″ nord, 0° 13′ 35″ ouest                               | « PA00111732 »                                                   | Inscrit                                                          | 1928                                                             | Image manquante Téléverser                                                |
| Église Saint-Quentin de Saint-Quentin-de-la-Roche (chapelle du Mont-Joly) | Soumont-Saint-Quentin                                  |                                                                  | 48° 58′ 11″ nord, 0° 13′ 14″ ouest                               | « PA00111733 »                                                   | Inscrit                                                          | 1927                                                             | Église Saint-Quentin de Saint-Quentin-de-la-Roche (chapelle du Mont-Joly) |
| Église d'Aizy                                                             | Soumont-Saint-Quentin                                  | Aizy                                                             | 48° 59′ 02″ nord, 0° 15′ 37″ ouest                               | « PA00111735 »                                                   | Classé                                                           | 1911                                                             | Église d'Aizy                                                             |
| Église Saint-Quentin                                                      | Soumont-Saint-Quentin                                  |                                                                  | 48° 58′ 42″ nord, 0° 14′ 02″ ouest                               | « PA00111734 »                                                   | Classé                                                           | 1910                                                             | Église Saint-Quentin                                                      |
| Menhirs des Longrais                                                      | Soumont-Saint-Quentin                                  | Les Menhirs                                                      | 48° 58′ 06″ nord, 0° 12′ 35″ ouest                               | « PA00111737 »                                                   | Classé                                                           | 1978                                                             | Menhirs des Longrais                                                      |
| Tombeau de Marie Joly                                                     | Soumont-Saint-Quentin                                  |                                                                  | 48° 58′ 15″ nord, 0° 13′ 24″ ouest                               | « PA00111736 »                                                   | Inscrit                                                          | 1970                                                             | Tombeau de Marie Joly                                                     |
| Ancien château de Boissy (Calvados) Colombier                             | Sully                                                  | D 6                                                              | 49° 18′ 04″ nord, 0° 43′ 57″ ouest                               | « PA00111738 »                                                   | Inscrit                                                          | 1933                                                             | Image manquante Téléverser                                                |
| Manoir de Boissy Porche du XVIe siècle                                    | Sully                                                  | Route de Maisons-en-Bessin                                       | 49° 18′ 01″ nord, 0° 44′ 26″ ouest                               | « PA14000105 »                                                   | Inscrit                                                          | 2013                                                             | Manoir de BoissyPorche du XVIe siècle                                     |
| Église Notre-Dame-de-la-Nativité                                          | Sully                                                  |                                                                  | 49° 17′ 55″ nord, 0° 44′ 17″ ouest                               | « PA00111739 »                                                   | Inscrit                                                          | 1933                                                             | Église Notre-Dame-de-la-Nativité                                          |
| Église Saint-Germain                                                      | Tessel                                                 |                                                                  | 49° 09′ 13″ nord, 0° 34′ 43″ ouest                               | « PA00111740 »                                                   | Classé Inscrit                                                   | 1911 1932                                                        | Église Saint-Germain                                                      |
| Château de Thaon                                                          | Thaon                                                  |                                                                  | 49° 15′ 42″ nord, 0° 26′ 52″ ouest                               | « PA00111741 »                                                   | Inscrit                                                          | 1978                                                             | Château de Thaon                                                          |
| Église Saint-Pierre                                                       | Thaon                                                  |                                                                  | 49° 15′ 57″ nord, 0° 27′ 01″ ouest                               | « PA00111742 »                                                   | Classé                                                           | 1840                                                             | Église Saint-Pierre                                                       |
| Château d'Harcourt                                                        | Thury-Harcourt                                         |                                                                  | 48° 59′ 15″ nord, 0° 28′ 50″ ouest                               | « PA00111745 »                                                   | Inscrit                                                          | 1927 1963                                                        | Château d'Harcourt                                                        |
| Église Saint-Sauveur                                                      | Thury-Harcourt                                         |                                                                  | 48° 59′ 09″ nord, 0° 28′ 35″ ouest                               | « PA00111746 »                                                   | Inscrit                                                          | 1929                                                             | Église Saint-Sauveur                                                      |
| Église Saint-Martin                                                       | Tierceville                                            |                                                                  | 49° 17′ 32″ nord, 0° 31′ 51″ ouest                               | « PA00111747 »                                                   | Inscrit                                                          | 1933                                                             | Église Saint-Martin                                                       |
| Chapelle Notre-Dame-du-Val                                                | Tilly-sur-Seulles                                      | Rue du 18 juin 1944                                              | 49° 10′ 29″ nord, 0° 37′ 36″ ouest                               | « PA00111748 »                                                   | Classé                                                           | 1963                                                             | Chapelle Notre-Dame-du-Val                                                |
| Église Saint-Pierre                                                       | Tilly-sur-Seulles                                      |                                                                  | 49° 10′ 42″ nord, 0° 37′ 08″ ouest                               | « PA00111749 »                                                   | Inscrit                                                          | 1927                                                             | Église Saint-Pierre                                                       |
| Vieux pont de Juvigny-sur-Seulles                                         | Tilly-sur-Seulles également sur Juvigny-sur-Seulles    |                                                                  | 49° 09′ 46″ nord, 0° 36′ 56″ ouest                               | « PA14000071 »                                                   | Inscrit                                                          | 2006                                                             | Vieux pont de Juvigny-sur-Seulles                                         |
| Église Saint-Michel                                                       | Tordouet                                               |                                                                  | 49° 02′ 58″ nord, 0° 19′ 54″ est                                 | « PA00111750 »                                                   | Classé                                                           | 1909                                                             | Église Saint-Michel                                                       |
| Manoir de Tordouet                                                        | Tordouet                                               | Le Bourg                                                         | 49° 03′ 04″ nord, 0° 19′ 55″ est                                 | « PA00111751 »                                                   | Inscrit                                                          | 1927                                                             | Manoir de Tordouet                                                        |
| Baronnie de Torteval                                                      | Torteval-Quesnay                                       |                                                                  | 49° 07′ 38″ nord, 0° 44′ 06″ ouest                               | « PA00111752 »                                                   | Inscrit                                                          | 1927                                                             | Baronnie de Torteval                                                      |
| Manoir de la Varinière                                                    | Tortisambert                                           |                                                                  | 48° 57′ 48″ nord, 0° 07′ 22″ est                                 | « PA14000044 »                                                   | Inscrit                                                          | 2004                                                             | Image manquante Téléverser                                                |
| Église Saint-Pierre                                                       | Touques                                                |                                                                  | 49° 20′ 33″ nord, 0° 06′ 11″ est                                 | « PA00111753 »                                                   | Classé                                                           | 1840                                                             | Église Saint-Pierre                                                       |
| Église Saint-Thomas                                                       | Touques                                                |                                                                  | 49° 20′ 41″ nord, 0° 06′ 12″ est                                 | « PA00111754 »                                                   | Inscrit                                                          | 1926                                                             | Église Saint-Thomas                                                       |
| Manoir du Grenier à sel (hôtel de l'Amirauté)                             | Touques                                                | Rue Louvel-et-Brière                                             | 49° 20′ 32″ nord, 0° 06′ 07″ est                                 | « PA00111755 »                                                   | Inscrit                                                          | 1969                                                             | Manoir du Grenier à sel (hôtel de l'Amirauté)                             |
| Manoir de Méautry                                                         | Touques                                                | R.N. 834                                                         | 49° 20′ 25″ nord, 0° 06′ 22″ est                                 | « PA00111756 »                                                   | Inscrit                                                          | 1933 1948                                                        | Manoir de Méautry                                                         |
| Manoir                                                                    | Touques                                                | 46 rue Louvel-et-Brière                                          | 49° 20′ 35″ nord, 0° 06′ 09″ est                                 | « PA00111757 »                                                   | Inscrit                                                          | 1975                                                             | Image manquante Téléverser                                                |
| Manoir                                                                    | Touques                                                | 50 rue Louvel-et-Brière                                          | 49° 20′ 36″ nord, 0° 06′ 08″ est                                 | « PA00111758 »                                                   | Inscrit                                                          | 1967                                                             | Image manquante Téléverser                                                |
| Château de Tour-en-Bessin                                                 | Tour-en-Bessin                                         | R.D. 613                                                         | 49° 17′ 58″ nord, 0° 46′ 51″ ouest                               | « PA00111759 »                                                   | Inscrit                                                          | 1967                                                             | Château de Tour-en-Bessin                                                 |
| Château de Vaulaville                                                     | Tour-en-Bessin                                         |                                                                  | 49° 18′ 39″ nord, 0° 46′ 17″ ouest                               | « PA00111760 »                                                   | Classé Inscrit                                                   | 1971                                                             | Château de Vaulaville                                                     |
| Église Saint-Pierre                                                       | Tour-en-Bessin                                         |                                                                  | 49° 17′ 53″ nord, 0° 46′ 35″ ouest                               | « PA00111761 »                                                   | Classé                                                           | 1840                                                             | Église Saint-Pierre                                                       |
| Manoir de Clairefontaine                                                  | Tourgéville                                            | Chemin de la Croix-Solier                                        | 49° 20′ 27″ nord, 0° 03′ 33″ est                                 | « PA14000058 »                                                   | Inscrit                                                          | 2005                                                             | Image manquante Téléverser                                                |
| Manoir de Glatigny                                                        | Tourgéville                                            | Glatigny                                                         | 49° 18′ 12″ nord, 0° 05′ 34″ est                                 | « PA00111762 »                                                   | Classé Inscrit                                                   | 1929 1974                                                        | Image manquante Téléverser                                                |
| Manoir de la Pipardière                                                   | Tourgéville                                            | Pièce Goguet                                                     | 49° 17′ 55″ nord, 0° 05′ 16″ est                                 | « PA00111498 »                                                   | Classé                                                           | 1923 1995                                                        | Image manquante Téléverser                                                |
| Manoir de la Poterie                                                      | Tourgéville                                            |                                                                  | 49° 18′ 46″ nord, 0° 05′ 59″ est                                 | « PA00111763 »                                                   | Inscrit                                                          | 1975                                                             | Image manquante Téléverser                                                |
| Château de Tournebu                                                       | Tournebu                                               | Le Bourg                                                         | 48° 58′ 18″ nord, 0° 20′ 35″ ouest                               | « PA00111764 »                                                   | Inscrit                                                          | 1927                                                             | Château de Tournebu                                                       |
| Château de la Noë                                                         | Tracy-sur-Mer                                          | La Noë                                                           | 49° 19′ 35″ nord, 0° 38′ 47″ ouest                               | « PA00135502 »                                                   | Inscrit Classé                                                   | 1994 1995                                                        | Château de la Noë                                                         |
| Église Saint-Aignan                                                       | Trévières                                              |                                                                  | 49° 18′ 33″ nord, 0° 54′ 12″ ouest                               | « PA00111765 »                                                   | Classé                                                           | 1909                                                             | Église Saint-Aignan                                                       |
| Moulin du Bosq                                                            | Trévières                                              | Le Beau Moulin                                                   | 49° 18′ 09″ nord, 0° 55′ 19″ ouest                               | « PA00111766 »                                                   | Classé                                                           | 1993                                                             | Moulin du Bosq                                                            |
| Château de Tréprel                                                        | Tréprel                                                |                                                                  | 48° 53′ 42″ nord, 0° 20′ 16″ ouest                               | « PA14000106 »                                                   | Inscrit                                                          | 2013                                                             | Image manquante Téléverser                                                |
| Abbaye Saint-Martin                                                       | Troarn                                                 | Rue de l'Abbaye                                                  | 49° 10′ 54″ nord, 0° 10′ 39″ ouest                               | « PA00111767 »                                                   | Classé                                                           | 1921                                                             | Abbaye Saint-Martin                                                       |
| Manoir de Tourpes                                                         | Troarn                                                 | Bures-sur-Dives                                                  | 49° 11′ 55″ nord, 0° 10′ 16″ ouest                               | « PA00111768 »                                                   | Inscrit                                                          | 1928                                                             | Manoir de Tourpes                                                         |
| Bureau de poste                                                           | Trouville-sur-Mer                                      | 16 rue Amiral-de-Maigret                                         | 49° 21′ 58″ nord, 0° 04′ 53″ est                                 | « PA14000098 »                                                   | Inscrit                                                          | 2010                                                             | Bureau de poste                                                           |
| Château d'Aguesseau                                                       | Trouville-sur-Mer                                      | Château d'Aguesseau                                              | 49° 21′ 50″ nord, 0° 06′ 13″ est                                 | « PA00135503 »                                                   | Inscrit                                                          | 1995                                                             | Image manquante Téléverser                                                |
| Halle aux poissons                                                        | Trouville-sur-Mer                                      | Boulevard Fernand-Moureaux                                       | 49° 21′ 54″ nord, 0° 04′ 54″ est                                 | « PA00111841 »                                                   | Inscrit                                                          | 1992                                                             | Halle aux poissons                                                        |
| Hôtel des Roches Noires                                                   | Trouville-sur-Mer                                      | 89 rue du Général-Leclerc                                        | 49° 22′ 20″ nord, 0° 05′ 03″ est                                 | « PA14000023 »                                                   | Inscrit Classé                                                   | 2000 2001                                                        | Hôtel des Roches Noires                                                   |
| Villa Montebello                                                          | Trouville-sur-Mer                                      | 64 rue du Général-Leclerc                                        | 49° 22′ 17″ nord, 0° 05′ 03″ est                                 | « PA00111769 »                                                   | Inscrit                                                          | 1987                                                             | Villa Montebello                                                          |
| Église Notre-Dame                                                         | Urville                                                |                                                                  | 49° 01′ 31″ nord, 0° 17′ 54″ ouest                               | « PA00111770 »                                                   | Inscrit                                                          | 1932 2022                                                        | Église Notre-Dame                                                         |
| Manoir d'Urville                                                          | Urville                                                |                                                                  | 49° 01′ 40″ nord, 0° 18′ 22″ ouest                               | « PA00111771 »                                                   | Inscrit                                                          | 1929                                                             | Manoir d'Urville                                                          |
| Église Saint-Martin                                                       | Ussy                                                   |                                                                  | 48° 56′ 59″ nord, 0° 16′ 46″ ouest                               | « PA00111772 »                                                   | Classé                                                           | 1913                                                             | Église Saint-Martin                                                       |
| Pierre de la Hauberie                                                     | Ussy                                                   | La Braulette                                                     | 48° 55′ 53″ nord, 0° 18′ 18″ ouest                               | « PA00111773 »                                                   | Classé                                                           | 1945                                                             | Pierre de la Hauberie                                                     |
| Pierre du Pot                                                             | Ussy                                                   | Le Pot                                                           | 48° 56′ 58″ nord, 0° 17′ 11″ ouest                               | « PA00111774 »                                                   | Classé                                                           | 1945                                                             | Pierre du Pot                                                             |
| Cour de la Maison                                                         | Varaville                                              | R.N. 813                                                         | 49° 15′ 49″ nord, 0° 09′ 54″ ouest                               | « PA00111775 »                                                   | Inscrit                                                          | 1976                                                             | Cour de la Maison                                                         |
| Haras de Varaville                                                        | Varaville                                              | Le château                                                       | 49° 15′ 09″ nord, 0° 10′ 00″ ouest                               | « PA14000103 »                                                   | Inscrit                                                          | 2012                                                             | Image manquante Téléverser                                                |
| Commanderie de Courval                                                    | Vassy                                                  | L'Hôpital                                                        | 48° 52′ 10″ nord, 0° 38′ 28″ ouest                               | « PA00132948 »                                                   | Classé                                                           | 1994                                                             | Commanderie de Courval                                                    |
| Pont de Sully                                                             | Vaubadon                                               | R.N. 172                                                         | 49° 12′ 09″ nord, 0° 49′ 11″ ouest                               | « PA00111776 »                                                   | Inscrit                                                          | 1990                                                             | Pont de Sully                                                             |
| Château de Vaubadon                                                       | Vaubadon                                               |                                                                  | 49° 12′ 37″ nord, 0° 50′ 00″ ouest                               | « PA14000104 »                                                   | Inscrit                                                          | 2012                                                             | Château de Vaubadon                                                       |
| Château de Vaucelles                                                      | Vaucelles                                              |                                                                  | 49° 17′ 25″ nord, 0° 44′ 12″ ouest                               | « PA00111777 »                                                   | Inscrit                                                          | 1929                                                             | Château de Vaucelles                                                      |
| Église Saint-Cyr-et-Sainte-Julitte                                        | Vaucelles                                              |                                                                  | 49° 17′ 07″ nord, 0° 44′ 10″ ouest                               | « PA00111778 »                                                   | Inscrit                                                          | 1927                                                             | Église Saint-Cyr-et-Sainte-Julitte                                        |
| Portail du couvent de Blon                                                | Vaudry                                                 | Blon                                                             | 48° 50′ 10″ nord, 0° 52′ 41″ ouest                               | « PA00111779 »                                                   | Inscrit                                                          | 1986                                                             | Portail du couvent de Blon                                                |
| Église Saint-Aubin                                                        | Vaux-sur-Aure                                          |                                                                  | 49° 18′ 17″ nord, 0° 42′ 14″ ouest                               | « PA00111780 »                                                   | Inscrit                                                          | 1927                                                             | Église Saint-Aubin                                                        |
| Manoir d'Argouges                                                         | Vaux-sur-Aure                                          |                                                                  | 49° 19′ 17″ nord, 0° 43′ 12″ ouest                               | « PA00111781 »                                                   | Classé                                                           | 1924                                                             | Manoir d'Argouges                                                         |
| Château de Vaussieux                                                      | Vaux-sur-Seulles                                       | RD 127                                                           | 49° 16′ 06″ nord, 0° 37′ 26″ ouest                               | « PA00111782 »                                                   | Inscrit                                                          | 1970                                                             | Château de Vaussieux                                                      |
| Église Saint-Pierre                                                       | Vaux-sur-Seulles                                       |                                                                  | 49° 15′ 39″ nord, 0° 37′ 43″ ouest                               | « PA00111783 »                                                   | Inscrit                                                          | 1927                                                             | Église Saint-Pierre                                                       |
| Église Saint-Martin                                                       | Vendes                                                 |                                                                  | 49° 08′ 51″ nord, 0° 35′ 52″ ouest                               | « PA00111784 »                                                   | Inscrit                                                          | 1927                                                             | Église Saint-Martin                                                       |
| Château de Grisy                                                          | Vendeuvre                                              | C.V. 11                                                          | 49° 00′ 30″ nord, 0° 03′ 11″ ouest                               | « PA00111785 »                                                   | Inscrit                                                          | 1953                                                             | Château de Grisy                                                          |
| Château de Vendeuvre                                                      | Vendeuvre                                              |                                                                  | 48° 59′ 14″ nord, 0° 04′ 44″ ouest                               | « PA00111786 »                                                   | Classé Inscrit                                                   | 1970 2021                                                        | Château de Vendeuvre                                                      |
| Croix romane de Grisy                                                     | Vendeuvre                                              | Route de Vendeuvre à Grisy                                       | 48° 59′ 58″ nord, 0° 04′ 08″ ouest                               | « PA00111787 »                                                   | Classé                                                           | 1903                                                             | Croix romane de Grisy                                                     |
| Église Saint-Brice                                                        | Vendeuvre                                              |                                                                  | 49° 00′ 12″ nord, 0° 03′ 53″ ouest                               | « PA00111788 »                                                   | Inscrit                                                          | 1928                                                             | Église Saint-Brice                                                        |
| La Vavasseurie-au-Cerf                                                    | Vendeuvre                                              |                                                                  | 48° 59′ 23″ nord, 0° 04′ 34″ ouest                               | « PA00111789 »                                                   | Inscrit                                                          | 1980                                                             | Image manquante Téléverser                                                |
| Château de Versainville                                                   | Versainville                                           |                                                                  | 48° 54′ 50″ nord, 0° 10′ 49″ ouest                               | « PA00111791 »                                                   | Inscrit Classé                                                   | 1930 1932 2008                                                   | Château de Versainville                                                   |
| Croix de cimetière                                                        | Verson                                                 |                                                                  | 49° 09′ 12″ nord, 0° 26′ 50″ ouest                               | « PA00111792 »                                                   | Inscrit                                                          | 1932                                                             | Croix de cimetière                                                        |
| Église Saint-Germain                                                      | Verson                                                 |                                                                  | 49° 09′ 12″ nord, 0° 26′ 50″ ouest                               | « PA00111793 »                                                   | Classé                                                           | 1910                                                             | Église Saint-Germain                                                      |
| Manoir de la Fontaine                                                     | Verson                                                 |                                                                  | 49° 09′ 15″ nord, 0° 26′ 45″ ouest                               | « PA00111794 »                                                   | Inscrit                                                          | 1933                                                             | Manoir de la Fontaine                                                     |
| Église Saint-Martin                                                       | Ver-sur-Mer                                            |                                                                  | 49° 19′ 55″ nord, 0° 31′ 45″ ouest                               | « PA00111790 »                                                   | Classé                                                           | 1879                                                             | Église Saint-Martin                                                       |
| Château de Vicques                                                        | Vicques                                                |                                                                  | 48° 56′ 42″ nord, 0° 04′ 43″ ouest                               | « PA00111795 »                                                   | Inscrit                                                          | 1975                                                             | Image manquante Téléverser                                                |
| Château de Victot                                                         | Victot-Pontfol                                         | CGC 49                                                           | 49° 09′ 59″ nord, 0° 00′ 57″ ouest                               | « PA00111796 »                                                   | Inscrit Classé Inscrit                                           | 1927 1953 2003                                                   | Château de Victot                                                         |
| Château de Vienne-en-Bessin                                               | Vienne-en-Bessin                                       |                                                                  | 49° 16′ 48″ nord, 0° 36′ 12″ ouest                               | « PA00111797 »                                                   | Inscrit                                                          | 1932                                                             | Château de Vienne-en-Bessin                                               |
| Église Saint-Pierre                                                       | Vienne-en-Bessin                                       |                                                                  | 49° 16′ 43″ nord, 0° 36′ 29″ ouest                               | « PA00111798 »                                                   | Classé                                                           | 1974                                                             | Église Saint-Pierre                                                       |
| Église Saint-André                                                        | Vierville-sur-Mer                                      |                                                                  | 49° 22′ 21″ nord, 0° 54′ 18″ ouest                               | « PA00111799 »                                                   | Classé                                                           | 1913                                                             | Église Saint-André                                                        |
| Manoir de Vaumicel                                                        | Vierville-sur-Mer                                      |                                                                  | 49° 22′ 06″ nord, 0° 54′ 34″ ouest                               | « PA00111800 »                                                   | Inscrit                                                          | 1927                                                             | Image manquante Téléverser                                                |
| Chapelle Saint-Jean-Baptiste-du-Clos                                      | Vieux                                                  | Château de l'Étang                                               | 49° 06′ 35″ nord, 0° 25′ 24″ ouest                               | « PA00132686 »                                                   | Inscrit                                                          | 1994                                                             | Chapelle Saint-Jean-Baptiste-du-Clos                                      |
| Théâtre gallo-romain                                                      | Vieux                                                  | enfouis                                                          | 49° 06′ 25″ nord, 0° 25′ 55″ ouest                               | « PA00111801 »                                                   | Inscrit Classé                                                   | 1980                                                             | Théâtre gallo-romain                                                      |
| Vieux-la-Romaine                                                          | Vieux                                                  | Le Bas de Vieux                                                  | 49° 06′ 15″ nord, 0° 25′ 53″ ouest                               | « PA00111802 »                                                   | Inscrit                                                          | 1988                                                             | Vieux-la-Romaine                                                          |
| Château du Mesnil-d'O                                                     | Vieux-Fumé                                             |                                                                  | 49° 03′ 34″ nord, 0° 07′ 30″ ouest                               | « PA00111803 »                                                   | Classé                                                           | 1975                                                             | Château du Mesnil-d'O                                                     |
| Abbaye de Villers-Canivet                                                 | Villers-Canivet                                        |                                                                  | 48° 55′ 38″ nord, 0° 15′ 21″ ouest                               | « PA00132687 »                                                   | Inscrit                                                          | 1994                                                             | Abbaye de Villers-Canivet                                                 |
| Chapelle de Torp                                                          | Villers-Canivet                                        | Le Village de Torp                                               | 48° 56′ 52″ nord, 0° 14′ 43″ ouest                               | « PA14000029 »                                                   | Inscrit                                                          | 2003                                                             | Chapelle de Torp                                                          |
| Église Saint-Vigor                                                        | Villers-Canivet                                        |                                                                  | 48° 56′ 26″ nord, 0° 15′ 18″ ouest                               | « PA00111805 »                                                   | Classé                                                           | 1946                                                             | Église Saint-Vigor                                                        |
| Château de Villers                                                        | Villers-sur-Mer                                        | Le Château                                                       | 49° 18′ 22″ nord, 0° 00′ 57″ est                                 | « PA14000030 »                                                   | Inscrit                                                          | 2003                                                             | Château de Villers                                                        |
| Église Saint-Martin                                                       | Villers-sur-Mer                                        | Rue de l'Église                                                  | 49° 19′ 15″ nord, 0° 00′ 22″ ouest                               | « PA14000063 »                                                   | Classé                                                           | 2006                                                             | Église Saint-Martin                                                       |
| Château de Villiers-le-Sec                                                | Villiers-le-Sec                                        |                                                                  | 49° 17′ 31″ nord, 0° 33′ 55″ ouest                               | « PA00111807 »                                                   | Inscrit                                                          | 1927                                                             | Château de Villiers-le-Sec                                                |
| Église Saint-Laurent                                                      | Villiers-le-Sec                                        |                                                                  | 49° 17′ 30″ nord, 0° 33′ 54″ ouest                               | « PA00111806 »                                                   | Classé                                                           | 1913                                                             | Église Saint-Laurent                                                      |
| Église Saint-Pierre                                                       | Villons-les-Buissons                                   | Les Buissons                                                     | 49° 14′ 11″ nord, 0° 25′ 15″ ouest                               | « PA00111808 »                                                   | Inscrit                                                          | 1927                                                             | Église Saint-Pierre                                                       |
| Château de Villons-les-Buissons                                           | Villons-les-Buissons                                   | 2 rue de Cambes                                                  | 49° 14′ 26″ nord, 0° 24′ 25″ ouest                               | « PA14000114 »                                                   | Inscrit                                                          | 2022                                                             | Château de Villons-les-Buissons                                           |
| Menhir de Pierrelaye                                                      | Villy-Bocage                                           | Pierrelaye                                                       | 49° 06′ 12″ nord, 0° 39′ 26″ ouest                               | « PA00111809 »                                                   | Classé                                                           | 1951                                                             | Menhir de Pierrelaye                                                      |
| Château de Vimont                                                         | Vimont                                                 | D 613                                                            | 49° 07′ 27″ nord, 0° 12′ 15″ ouest                               | « PA00111810 »                                                   | Inscrit                                                          | 1978                                                             | Château de Vimont                                                         |
| Portail du cimetière (portail de l'ancien hôtel de ville)                 | Vire                                                   | Rue Morin Lavallée                                               | 48° 50′ 34″ nord, 0° 53′ 38″ ouest                               | « PA00111814 »                                                   | Inscrit                                                          | 1987                                                             | Portail du cimetière (portail de l'ancien hôtel de ville)                 |
| Couvent des Ursulines                                                     | Vire                                                   | 4 rue Émile-Desvaux                                              | 48° 50′ 12″ nord, 0° 53′ 07″ ouest                               | « PA00111811 »                                                   | Inscrit                                                          | 1975                                                             | Couvent des Ursulines                                                     |
| Donjon                                                                    | Vire                                                   |                                                                  | 48° 50′ 08″ nord, 0° 53′ 31″ ouest                               | « PA00111812 »                                                   | Classé                                                           | 1913                                                             | Donjon                                                                    |
| Église Notre-Dame                                                         | Vire                                                   |                                                                  | 48° 50′ 15″ nord, 0° 53′ 30″ ouest                               | « PA00111813 »                                                   | Classé                                                           | 1862                                                             | Église Notre-Dame                                                         |
| Hôtel-Dieu                                                                | Vire                                                   | 4 place Sainte-Anne                                              | 48° 50′ 10″ nord, 0° 53′ 20″ ouest                               | « PA00111815 »                                                   | Inscrit                                                          | 1975                                                             | Hôtel-Dieu                                                                |
| Hôtel de ville                                                            | Vire                                                   | 11 rue Deslongrais                                               | 48° 50′ 16″ nord, 0° 53′ 19″ ouest                               | « PA14000099 »                                                   | Inscrit                                                          | 2010                                                             | Hôtel de ville                                                            |
| maison du 6 rue du Neufbourg à Vire                                       | Vire                                                   | 6 rue du Neufbourg                                               | à géolocaliser                                                   | « PA00111817 »                                                   | Inscrit                                                          | 1928                                                             | maison du 6 rue du Neufbourg à Vire                                       |
| Maisons des 34 et 36 rue Chaussée à Vire                                  | Vire                                                   | 34, 36 rue de la Chaussée                                        | à géolocaliser                                                   | « PA00111816 »                                                   | Inscrit                                                          | 1932                                                             | Maisons des 34 et 36 rue Chaussée à Vire                                  |
| Porte Horloge                                                             | Vire                                                   |                                                                  | 48° 50′ 18″ nord, 0° 53′ 24″ ouest                               | « PA00111818 »                                                   | Classé                                                           | 1886                                                             | Porte Horloge                                                             |
| Statue de Castel                                                          | Vire                                                   | Place Castel                                                     | 48° 50′ 19″ nord, 0° 53′ 34″ ouest                               | « PA14000072 »                                                   | Inscrit                                                          | 2006                                                             | Statue de Castel                                                          |
| Tour aux Raines                                                           | Vire                                                   |                                                                  | 48° 50′ 12″ nord, 0° 53′ 22″ ouest                               | « PA00111819 »                                                   | Inscrit                                                          | 1951                                                             | Tour aux Raines                                                           |
| Tour Saint-Sauveur                                                        | Vire                                                   |                                                                  | 48° 50′ 16″ nord, 0° 53′ 23″ ouest                               | « PA00111820 »                                                   | Inscrit                                                          | 1951                                                             | Tour Saint-Sauveur                                                        |
| Château de Vouilly                                                        | Vouilly                                                |                                                                  | 49° 17′ 45″ nord, 1° 01′ 15″ ouest                               | « PA00111821 »                                                   | Inscrit                                                          | 1970                                                             | Château de Vouilly                                                        |
| Église Notre-Dame                                                         | Vouilly                                                |                                                                  | 49° 17′ 28″ nord, 1° 01′ 23″ ouest                               | « PA00111822 »                                                   | Inscrit                                                          | 1927                                                             | Église Notre-Dame                                                         |

## Monument historique radié
| Monument             | Commune       | Adresse               | Coordonnées                      | Notice         | Protection    | Date      | Illustration               |
| -------------------- | ------------- | --------------------- | -------------------------------- | -------------- | ------------- | --------- | -------------------------- |
| Hostellerie Henri IV | Le Pré-d'Auge | La Boissière, R.N. 13 | 49° 08′ 10″ nord, 0° 07′ 54″ est | « PA00111624 » | Inscrit Radié | 1978 2011 | Image manquante Téléverser |